# Johan 2. af Liechtenstein
Johan 2. (tysk: Johann II.), også kaldet Johan den Gode (tysk: Johann der Gute) (5. oktober 1840 – 11. februar 1929) var fyrste af Liechtenstein fra 1858 til 1929. Han regerede i 70 år og 3 måneder, den næstlængste regeringstid for en europæisk monark efter Ludvig 14. af Frankrig.
Han var søn af Alois 2., og efter sin død blev han efterfulgt af sin bror, Fyrst Franz 1..